# Assur-nadin-akhkhe I
Assur-nadin-akhkhe I, rey asirio (hacia 1450 a. C.) del llamado Imperio Antiguo.
Hijo y sucesor del rey Assur-rabi I, no conocemos ningún hecho de su reinado, aunque parece que durante su gobierno el estado asirio se convirtió en vasallo de Mitanni. La Lista real asiria no aporta datos sobre la duración de su reinado, pues se halla dañada en la parte correspondiente a este soberano. Otras fuentes nos permiten establecer un mandato de unos quince años. Fue expulsado del trono por su hermano Enlil-nasir II.
| Predecesor: Assur-rabi I | Rey de Asiria hacia 1450 a. C. | Sucesor: Enlil-nasir II |